# Arrondissement di Oudenaarde
L'arrondissement di Oudenaarde (in olandese Arrondissement Oudenaarde, in francese Arrondissement d'Audenarde) è una suddivisione amministrativa belga, situata nella provincia delle Fiandre Orientali e nella regione delle Fiandre.

## Composizione
L'arrondissement di Oudenaarde raggruppa 11 comuni:
- Brakel
- Horebeke
- Kluisbergen
- Kruishoutem
- Lierde
- Maarkedal
- Oudenaarde
- Ronse
- Wortegem-Petegem
- Zingem
- Zwalm

## Società

### Evoluzione demografica
Abitanti censiti
- Fonte dati INS - fino al 1970: 31 dicembre; dal 1980: 1º gennaio